# Pieter Heerma
Pieter Enneüs Heerma (ur. 5 sierpnia 1977 w Amsterdamie) – holenderski polityk, poseł do Tweede Kamer, lider frakcji poselskiej Apelu Chrześcijańsko-Demokratycznego (CDA).

## Życiorys
Syn polityka Enneüsa Heermy. W latach 1995–2001 studiował nauki polityczne i komunikację na Wolnym Uniwersytecie w Amsterdamie. Od 1999 do 2001 pracował w organizacji studenckiej. Dołączył do Apelu Chrześcijańsko-Demokratycznego, od 2002 był zatrudniony we frakcji poselskiej partii w Tweede Kamer. W latach 2007–2011 kierował w niej działem informacji. Później przez odpowiadał za komunikację w De Friesland, firmie z zakresu ubezpieczeń zdrowotnych.
W 2012 odpowiadał za kampanię wyborczą CDA w wyborach krajowych. Uzyskał wówczas po raz pierwszy mandat poselski. Z powodzeniem ubiegał się o reelekcję w wyborach w 2017 i 2021.
Gdy Sybrand van Haersma Buma zrezygnował z funkcji partyjnych w związku z objęciem stanowiska burmistrza, Pieter Heerma w maju 2019 został nowym liderem frakcji poselskiej CDA. Pełnił tę funkcję do 2021.